# Anochetus conisquamis
Anochetus conisquamis é uma espécie de formiga do gênero Anochetus, pertencente à subfamília Ponerinae.